# Aleksa Palladino
Aleksa Palladino (Nova Iorque, 21 de setembro de 1980) é uma atriz e cantora norte-americana que já participou de diversos filmes independentes. Começou sua carreira na atuação ainda na adolescência, interpretando um papel de destaque na comédia dramática Manny & Lo, e desde então apareceu em longas-metragens como Find Me Guilty, Wrong Turn 2: Dead End e Before the Devil Knows You're Dead. Ela também fez parte do elenco de várias séries de televisão, recebendo papéis importantes nas produções dramáticas Boardwalk Empire, da HBO, e Halt and Catch Fire, transmitida pela AMC. Paralelamente, ela integrou por mais de dez anos a banda Exitmusic, com a qual lançou quatro álbuns e alguns videoclipes.

## Vida e carreira

### Primeiros anos
Palladino nasceu no distrito de Manhattan, na cidade de Nova Iorque. É filha única de uma família de artistas imigrantes italianos e, durante a juventude, morou com a mãe e os avós maternos no mesmo apartamento. Sabrina Palladino, sua mãe, é soprano e cantora profissional de ópera; Angela Fodale Palladino, avó materna de Aleksa, é pintora e escultora; e Tony Palladino, avô materno da atriz, foi um pintor, artista gráfico e ilustrador notável por ter sido o criador do logotipo usado na capa do livro Psycho (1959) e na adaptação cinematográfica do romance.
Sob a influência artística da família, Aleksa começou a se interessar por música e atuação ainda muito jovem. Na adolescência, ela acreditava que seguiria primeiro a carreira musical, mas acabou tornando-se atriz por incentivo da mãe. Ela relatou que não frequentava escolas de cinema nem fazia aulas de teatro por ser introvertida, mas que se sentia atraída pelas artes cênicas por estas a "permitirem explorar sentimentos complexos sob o pretexto de ser outra pessoa".

### Carreira como atriz
Aos 14 anos, conseguiu seu primeiro papel no cinema no filme Manny & Lo, lançado em 1996, no qual contracenou com Scarlett Johansson; Palladino interpretou a co-protagonista Lo, adolescente grávida irmã da personagem de Johansson. No ano seguinte, ela recebeu seu primeiro papel de protagonista em Number One Fan, curta-metragem com Glenn Fitzgerald, e em 1998 apareceu em Wrestling with Alligators, com Joely Richardson e Claire Bloom, além de trabalhar novamente com Fitzgerald no curta-metragem Second Skin. No filme The Adventures of Sebastian Cole, lançado nos Estados Unidos em 1999, contracenou com Adrian Grenier.
Em 2000, participou do longa-metragem Red Dirt e, posteriormente, apareceu no filme independente Lonesome e em Storytelling, com Selma Blair. Ainda em 2001, contracenou com Jonathan Tucker e Jennifer Tilly no thriller psicológico Relative Evil (também conhecido como Ball in the House). Em 2002, participou como convidada em Law & Order: Criminal Intent, série na qual atuou novamente em 2009, interpretando uma personagem diferente. Também apareceu em dois episódios de The Sopranos (em 2002 e 2004) e em um episódio de Law & Order, no ano de 2003.
Em 2005, Palladino voltou a atuar com uma participação especial na telessérie Medium. No ano seguinte, protagonizou o filme Spectropia e teve um papel menor em Find Me Guilty, com Vin Diesel. Depois de trabalhar em Find My Guilty, Palladino recebeu da diretora Sidney Lumet o papel de Chris Lasorda em Before the Devil Knows You're Dead. Ela então apareceu, em 2007, no longa-metragem The Picture of Dorian Gray, baseado no romance de Oscar Wilde, e conseguiu um papel coadjuvante na bem-sucedida sequência de terror Wrong Turn 2: Dead End, lançada no mesmo ano.
Na década de 2010, a atriz ocupou-se principalmente com trabalhos na televisão, com destaque para seu papel como Angela, a esposa enrustida de Jimmy Darmody em Boardwalk Empire, série da HBO de temática gângster ambientada no período da Lei Seca nos Estados Unidos. Palladino também fez parte do elenco regular da série da AMC aclamada pela crítica Halt and Catch Fire, como Sara Wheeler. Seu próximo papel cinematográfico importante foi o de Mary Sheeran em The Irishman, dirigido por Martin Scorsese, filme distribuído pela Netflix que recebeu apenas um lançamento limitado nos cinemas.

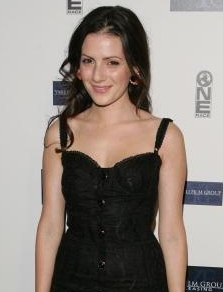
Aleksa Palladino na estreia do filme Find Me Guilty em Nova Iorque, 2006.

### Carreira musical e vida pessoal
Por mais de dez anos, Palladino foi a vocalista e compositora da banda Exitmusic, que formou com o então marido Devon Church, com quem se casou em 2003. Após um disco disponibilizado de forma independente em 2007, a banda lançou um EP em 2011 e um álbum completo em 2012 pela gravadora independente Secretly Canadian. Palladino e Church se divorciaram em 2015, o que resultou no fim da banda, cujo último álbum foi lançado em 2018 pela Felte Records.

## Discografia

### Com Exitmusic
| Ano  | Álbum                   | Notas                   |
| ---- | ----------------------- | ----------------------- |
| 2007 | The Decline of the West | Lançamento independente |
| 2011 | From Silence            | EP                      |
| 2012 | Passage                 |                         |
| 2018 | The Recognitions        |                         |

## Filmografia

### Cinema
| Ano  | Título                             | Papel            | Notas                                 |
| ---- | ---------------------------------- | ---------------- | ------------------------------------- |
| 1996 | Manny & Lo                         | Lo               |                                       |
| 1997 | Number One Fan                     | Sadie            | Curta-metragem                        |
| 1998 | Wrestling with Alligators          | Maddy Hawkins    |                                       |
| 1998 | A Cool, Dry Place                  | Bonnie           |                                       |
| 1998 | The Adventures of Sebastian Cole   | Mary             |                                       |
| 1998 | Second Skin                        | Gwen             | Curta-metragem                        |
| 1999 | Cherry                             | Darcy            |                                       |
| 2000 | Red Dirt                           | Emily Whaley     |                                       |
| 2001 | Lonesome                           | Lily Randolph    |                                       |
| 2001 | Relative Evil                      | Lizzie           | Título alternativo: Ball in the House |
| 2001 | Storytelling                       | Catherine        | Segmento: "Fiction"                   |
| 2003 | Mona Lisa Smile                    | Frances          |                                       |
| 2006 | Find Me Guilty                     | Marina DiNorscio |                                       |
| 2006 | Spectropia                         | Spectropia       |                                       |
| 2007 | The Picture of Dorian Gray         | Sibyl Vane       |                                       |
| 2007 | Wrong Turn 2: Dead End             | Mara Stone       |                                       |
| 2007 | Before the Devil Knows You're Dead | Chris            |                                       |
| 2009 | Acts of Mercy                      | Maggie Collins   |                                       |
| 2014 | The Midnight Swim                  | Isa              |                                       |
| 2014 | Rose                               | Rose             | Curta-metragem                        |
| 2016 | The Veil                           | Karen Sweetzer   |                                       |
| 2016 | Holidays                           | Persian          |                                       |
| 2019 | The Irishman                       | Mary Sheeran     |                                       |
| 2019 | The Mandela Effect                 | Claire           |                                       |

### Televisão
| Ano     | Título                       | Papel                                | Notas                                           |
| ------- | ---------------------------- | ------------------------------------ | ----------------------------------------------- |
| 2000    | The Huntress                 | Brandi Thorson                       | Episódio: "Pilot"                               |
| 2002    | Law & Order: Criminal Intent | Lilly Carlyle                        | Episódio: "The Insider"                         |
| 2002–04 | The Sopranos                 | Alessandra / Alex                    | Episódios: "Eloise", "Unidentified Black Males" |
| 2003    | Law & Order                  | Teresa Drosi                         | Episódio: "Blaze"                               |
| 2005    | Medium                       | Lyla Gallagher / Geraldine Hanscombe | Episódio: "Sweet Dreams"                        |
| 2006    | Without a Trace              | Katie Duncan                         | Episódio: "All the Sinners, Saints"             |
| 2009    | Law & Order: Criminal Intent | Angela                               | Episódio: "All In"                              |
| 2010–11 | Boardwalk Empire             | Angela Darmody                       | Papel regular                                   |
| 2014    | Elementary                   | Iris Lanzer                          | Episódio: "Corpse De Ballet"                    |
| 2014–15 | Rogue                        | Sarah                                | Papel recorrente                                |
| 2015    | Halt and Catch Fire          | Sara Wheeler                         | Papel principal (2ª temporada)                  |
| 2018    | Unsolved                     | Megan Poole                          | 3 episódios                                     |
| 2018    | One Dollar                   | Chelsea Wyler                        | 4 episódios                                     |
| 2019    | The Loudest Voice            | Judy Laterza                         | Minissérie                                      |

### Vídeos musicais
| Ano  | Título         | Artista   | Ref.   |
| ---- | -------------- | --------- | ------ |
| 2011 | The Hours      | Exitmusic | [ 40 ] |
| 2012 | Passage        | Exitmusic | [ 41 ] |
| 2012 | The Night      | Exitmusic | [ 42 ] |
| 2012 | The Modern Age | Exitmusic | [ 43 ] |
| 2013 | White Noise    | Exitmusic | [ 44 ] |

## Prêmios e indicações
Na edição de 2005 do DVD Exclusive Awards, Palladino foi nomeada ao Prêmio DVDX de Melhor atriz coadjuvante (em um filme de estreia em DVD) por sua atuação em Relative Evil. Por seu desempenho em Boardwalk Empire, ela foi vencedora por dois anos consecutivos do Prêmio Screen Actors Guild de Melhor elenco em série dramática, compartilhado com os demais integrantes do ensemble cast da série, nos anos de 2011 e 2012.